# Ким Јо Џонг
Ким Јо Џонг (кореј. 김여정; 26. септембар 1987) — севернокорејска политичарка и дипломата која обавља функцију заменика директора одељења за јавност и информисање Радничке партије Кореје. Ћерка је бившег вође Северне Кореје Ким Џонг Ила и сестра тренутног вође Ким Џонг Уна.